# ليه والاس (لاعب دارت)
ليه والاس (بالإنجليزية: Les Wallace)‏ هو لاعب دارت بريطاني، ولد في 22 فبراير 1962 في Forres ‏ في المملكة المتحدة.

## وصلات خارجية
- ليه والاس على موقع DartsDatabase.co.uk (الإنجليزية)